# Joaquín Parra
Antonio Joaquín Parra Fernández (Siviglia, 17 giugno 1971) è un ex calciatore e allenatore di calcio spagnolo, di ruolo centrocampista.

## Palmarès

### Giocatore

#### Competizioni nazionali
- Campionato spagnolo: 1

Real Madrid: 1989-1990
- Supercoppa di Spagna: 2

Real Madrid: 1989, 1990